# Trickfilmer
Trickfilmer var under filmens tidiga historia korta stumfilmer som innehöll innovativa specialeffekter. Ett exempel är filmen Le Chaudron infernal, i regi av Georges Méliès.